# Georg Weber (rzeźbiarz)
Georg Weber lub też Jerzy Weber (ur. w końcu XVI w., zm. po 1623) – śląski rzeźbiarz czasów manieryzmu, czynny w Legnicy w latach 1617–1623. Jego pochodzenie nie jest znane.
Georg Weber tworzył manierystyczne epitafia dla kościołów miejskich w Legnicy. Jego dzieła wyróżnia niesamowicie bujna dekoracja i ornamentyka małżowinowo-chrząstkowa. Wykorzystywał różne materiały: piaskowiec, gabro, marmur. Czerpał z niemieckich wzorów graficznych oraz tworzył własne. Na dziełach podpisywał się: G. W. B.

## Dzieła
- epitafium Nicolausa Ludwiga w katedrze w Legnicy (1617), z sygnaturą artysty;
- epitafium Gerstmannów w katedrze w Legnicy (1620–1623).